# Marko Elsner
Marko Elsner, slovenski nogometaš in nogometni trener, * 11. april 1960, Ljubljana, † 18. maj 2020, Ljubljana
Elsner je v svoji karieri igral za klube NK Olimpija, Crvena zvezda, OGC Nice in Admira Wacker Vienna, največji uspeh kariere pa je dosegel z bronasto medaljo na Poletnih olimpijskih igrah 1984 z jugoslovansko reprezentanco. 
Njegov oče Branko je nekdanji nogometni trener, sinova Luka in Rok pa sta nogometaša. Luka je že nekaj let nogometni trener. 
Leta 2017 je bil sprejet v Hram slovenskih športnih junakov. Leta 2019 so pri Olimpiji upokojili njegov dres s številko 5. Leta 2024 mu je bil v športnem parku Kodeljevo postavljeno spomeniško obeležje.